# 다니엘 라누아
다니엘 롤랜드 라누아 (Daniel Roland Lanois, /lænˈwɑː/ lan-WAH; 1951~)는 캐나다의 프로듀서, 기타연주자, 보컬, 작곡가이다.
라누아는 다수의 솔로앨범을 가지고 있지만 다른 음악가들의 음반 제작을 맡아 유명하다. 그들 중에는 밥 딜런, 닐 영, 피터 가브리엘, 에밀루 해리스, 윌리 넬슨 및 브랜던 플라워스 등이 포함되어있다. 또 라누아는  브라이언 이노와 함께 제작하기도 했는데 가장 유명한 것은 U2,의 멀티 플래티넘 앨범 The Joshua Tree와 Achtung Baby이다.

## 개요
라누아의 음반 제작 경력을 17세부터로 형인 밥 라누아와 함께 로컬 밴드인 심플리 소서 등의 음반을 만들었다. 나중에 라누아는 해밀턴의 오래된 주택을 사서 그랜트 애비뉴 스튜디오를 시작하기도 한다. 그는 여러 로컬 밴드들의 음반을 제작해주었다.

### 제작자
1981년 라누아는 Martha And The Muffins의 앨범 This Is The Ice Age에서 연주와 제작을 맡았고 85년에 이 작업으로 CASBY 상을 받았다. 라누아는 브라이언 이노의 프로젝트 듄 OST에 참여하기 시작했고 이노는 U2의 앨범 The Unforgettable Fire 제작자로 라누아를 끌어들였다. 이렇게 시작된 U2와의 작업은 이후 No Line on the Horizon(2009)까지 이어진다.
U2와의 초기작업을 계기로 라누아는 정상급 음악인들의 앨범을 제작해주기 시작했다. 피터 가브리엘과 앨런 파커의 영화 Birdy (1985) OST를 작업하고 곧이어 So를 작업해 엄청난 판매고를 올리고 그래미상 후보가 되었다. 가브리엘의 다음앨범 Us 역시 함께했다.
보노가 밥 딜런에게 라누아를 추천 하여 앨범 Oh Mercy도 제작하게 된다. 이후 Time Out of Mind도 함께하게 되는데 딜런은 라누아가 논쟁적인 작업상대였지만 함께 했을 때 성과가 나는 사람이었다고 회고했다.
에밀루 해리스와 함께한 Wrecking Ball로 라누아는 그레미를 받았고 이후 윌리 넬슨의 음반도 제작하게 된다. 닐 영과 Le Noise 작업을 할 무렵 라누아는 오토바이사고를 당해 오래 고생하다가 회복되었다.
라누아의 음반 제작 방식은 크고 생생한 드럼소리가 특징적이다. 그리고 기타소리가 배경을 채워주며 앰비언트적인 분위기를 내는 경우가 많다. 롤링 스톤지는 라누아를 '80년대 이후 등장한 인물들 중 가장 중요한 음반 제작자'라고 평가했다.

### 음악가
제작자로 활동하는 것 외에도 그는 연주를 하고 음반 녹음을 해왔다. 영화음악을 비롯해 앨범 다수를 녹음했으며 1집 Acadie를 89년에 냈다. 데이브 매슈스, 제리 가르시아, 윌리 넬슨, 더 티 파티, Anna Beljin, Isabelle Boulay, 에밀루 해리스 등 여러 음악가들이 라누아의 곡을 불렀다. 그는 기타와 드럼을 연주했으며 캐나다에서 그의 앨범은 꽤 팔려나갔다. 05년의 연주앨범 Belladonna로 그는 그래미상 후보에 올랐다. 픽시스의 다큐멘터리 필름의 음악작업에도 참여했다.
07년엔 다큐멘터리 음악 Here Is What Is를 담당해 토론토 국제 영화제에서 선보이고 08년엔 시리즈 앨범 Omni를 내놓았다. 09년에는 Black Dub이라는 프로젝트 밴드를 만들어 앨범을 내기도 했다.
2014년 앨범 Flesh and Machine을 내었다. 이것은 브라이언 이노의 영향을 강하게 받은 앰비언트 느낌 강한 음반으로 페달 스틸 기타를 이용해 자신만의 특유한 분위기를 만들었다 드러머 브라이언 블레이드가 참여했다. 2016년엔 앨범 Goodbye to Language를 발매했다.

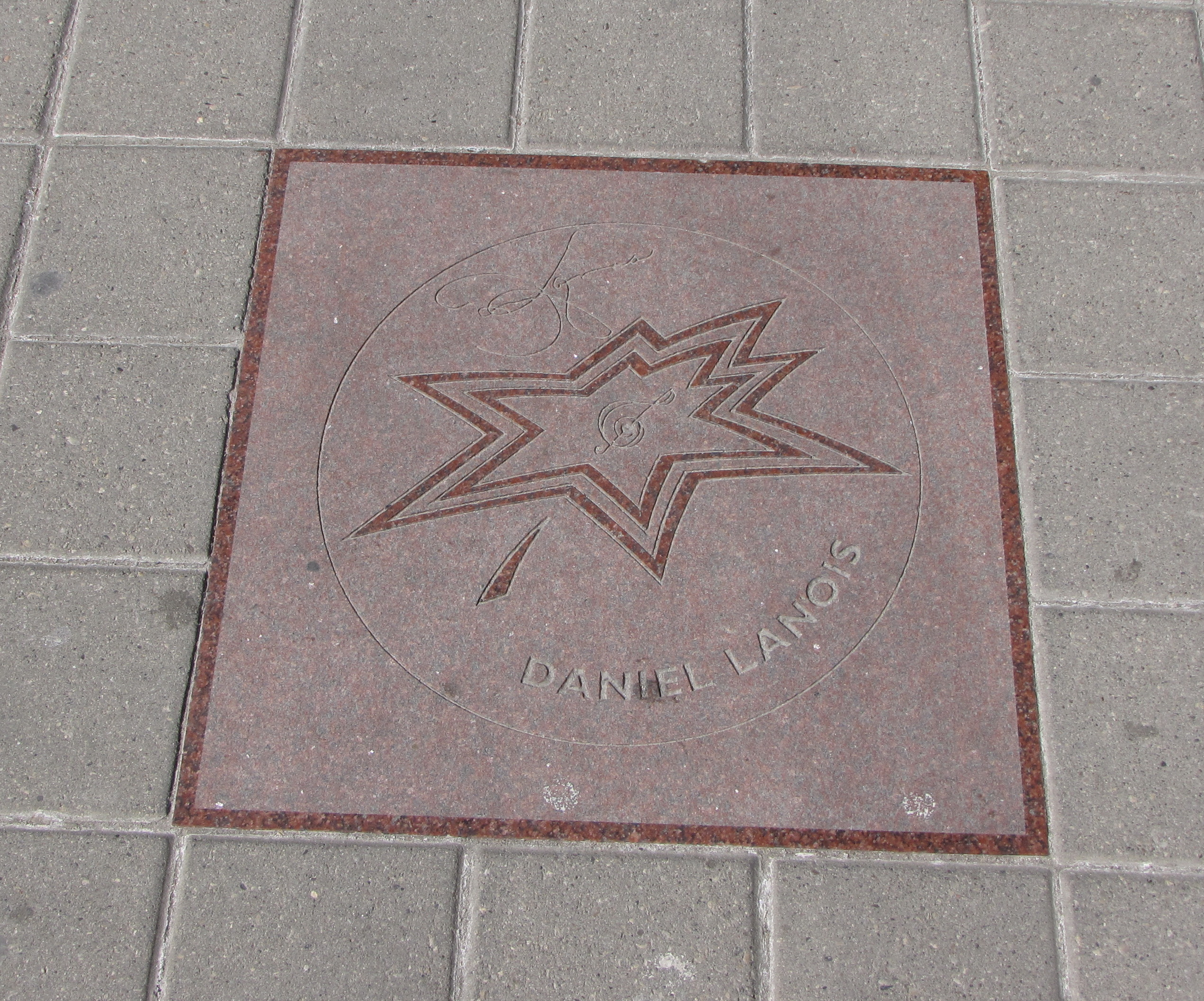
Daniel Lanois' star on Canada's Walk of Fame.

## Production credits
- Demo – Simply Saucer, 1974 (not released commercially until 1989, on the album Cyborgs Revisited)
- Blues and Sentimental – Jackie Washington, 1976 (As "Dan Lanois")
- Hobo's Taunt- Willie P. Bennett, 1977 (Engineered, as "Dan Lanois", with Bob Lanois)
- More Singable Songs – Raffi, 1977 (Recording credit as "Dan Lanois")
- Can't Wait For Summer – Ron Neilson, 1978
- Choice Cuts – Crackers, 1978 (As "Dan Lanois")
- Desperate Cosmetics – Scott Merritt, 1979
- Millionaires, 1980 EP (As "Danny Lanois") (included two members of Teenage Head)
- This is the Ice Age – Martha and the Muffins, 1981
- Dream Away – Bernie LaBarge, 1981
- Mama Quilla, KKK, Angry Young Woman – 3-song 12" Album- 1982, Mama Quilla II
- Dance After Curfew – Nash the Slash, 1982
- Danseparc – Martha and the Muffins, 1982
- Ambient 4/On Land – Brian Eno, 1982 (Engineer's credit as "Danny Lanois")
- Parachute Club – Parachute Club, 1983
- Apollo: Atmospheres and Soundtracks – Brian Eno, 1983
- The Pearl – Harold Budd and Brian Eno, 1984
- Mystery Walk – M + M, 1984
- The Unforgettable Fire – U2, 1984
- Secrets and Sins – Luba, 1984
- Thursday Afternoon – Brian Eno, 1985
- Hybrid – Michael Brook, 1985
- Birdy – Peter Gabriel, 1985
- Voices – Roger Eno, 1985
- Power Spot – Jon Hassell, 1986
- So – Peter Gabriel, 1986
- The Joshua Tree – U2, 1987
- Robbie Robertson – Robbie Robertson, 1987
- Acadie – Daniel Lanois, 1989
- Oh Mercy – Bob Dylan, 1989
- Yellow Moon – Neville Brothers, 1989
- Home – Hothouse Flowers, 1990
- Achtung Baby – U2, 1991
- Flash of the Spirit – Jon Hassell and Farafina, 1992
- Us – Peter Gabriel, 1992
- The Last of the Mohicans – movie soundtrack, 1992
- For the Beauty of Wynona – Daniel Lanois, 1993
- Ron Sexsmith – Ron Sexsmith, 1994
- Wrecking Ball – Emmylou Harris, 1995
- Night to Night – Geoffrey Oryema, 1996
- Fever In Fever Out – Luscious Jackson, 1996
- Time Out of Mind – Bob Dylan, 1997
- Brian Blade Fellowship – Brian Blade, 1998
- 12 Bar Blues – Scott Weiland, 1998
- Teatro – Willie Nelson, 1998
- The Million Dollar Hotel: Music from the Motion Picture – movie soundtrack, 2000
- All That You Can't Leave Behind – U2, 2000
- La Belle Vista - Harold Budd, 2003 (secretly recorded in Lanois Los Angeles living room)
- How to Dismantle an Atomic Bomb – U2, 2004 (track "Love and Peace or Else")
- Dusk & Summer – Dashboard Confessional, 2006 (also produced by Don Gilmore)
- loudQUIETloud, A film about the pixies – movie soundtrack, 2006
- Back Where You Belong – Sinéad O'Connor, 2007.
- Let It Go  - Mother Superior, 2007.
- Snake Road – Bob Lanois, 2006.
- No Line on the Horizon – U2, 2009 (plus songwriting credits).
- "Mind Games" & "Night Nurse" – Sinéad O'Connor, 2009.
- Mercy – Rocco DeLuca and the Burden, 2009.
- Flamingo – Brandon Flowers, 2010.
- Le Noise – Neil Young, 2010.
- Honest Mistake - Jim Wilson, 2012.
- Battle Born – The Killers, 2012 (co-writer on tracks "The Way It Was", "Heart of a Girl", and "Be Still").
- Rocco Deluca - Rocco Deluca, 2014.